# Tar himalajski
Tar himalajski (Hemitragus jemlahicus) – ssak z rodziny wołowatych, jedyny gatunek rodzaju Hemitragus (tar).

## Dane liczbowe
- Długość: samiec 140 cm, samica 90 cm
- Waga: Samiec 105 kg, samica 50 kg
- Długość życia: 15 lat
- Długość ciąży: 6 miesięcy
- Liczba młodych: 1

## Cechy
Długość głowy i tułowia 1,3–1,7 m; ogona 10–20 cm; wysokość w kłębie 60–100 cm. Sierść brązowa, na szyi i kłębie długa srebrzystobiała grzywa. Rogi u obu płci masywne, spłaszczone i łukowato wygięte ku tyłowi.

## Występowanie
Himalaje od Kaszmiru po Sikkim oraz wschodni Tybet. Wprowadzony również do Afryki Południowej i Nowej Zelandii. Gatunek narażony.

## Środowisko
Lesiste i trawiaste, skaliste, strome górskie stoki.

## Tryb życia
Tworzy stada liczące zwykle 30-40 zwierząt, dorosłe samce często żyją pojedynczo. Ze względu na bardzo trudno dostępny teren, w jakim żyje, niewiele wiadomo o jego zachowaniach terytorialnych i społecznych.

## Rozród
Po ciąży trwającej 6-8 miesięcy samica rodzi jedno lub dwa młode.

## Pokarm
Trawy i inne rośliny zielne, liście oraz owoce krzewów górskich.